# ポジション (バレエ)
ポジションとは、バレエやダンスにおいて体の位置を意味する用語である。
脚や腕についてポジションが規定されている

が、特にことわりなく「ポジション」とした場合、脚の位置のことをいう場合が多い。

## 脚のポジション
脚のポジションは、以下の5種類が規定されていて、番号で呼ばれる。

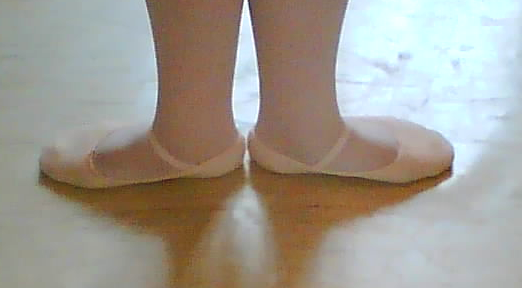
1番
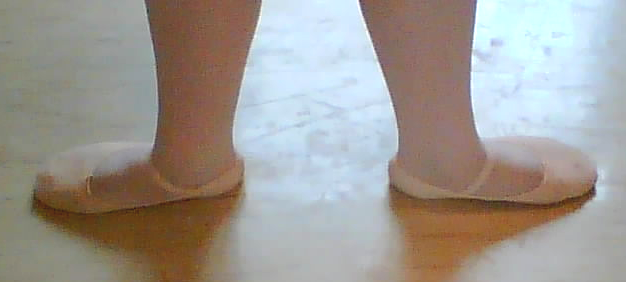
2番
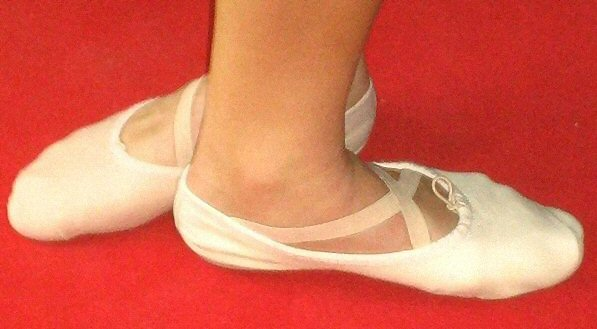
3番（左足前・右足前いずれの場合もある）
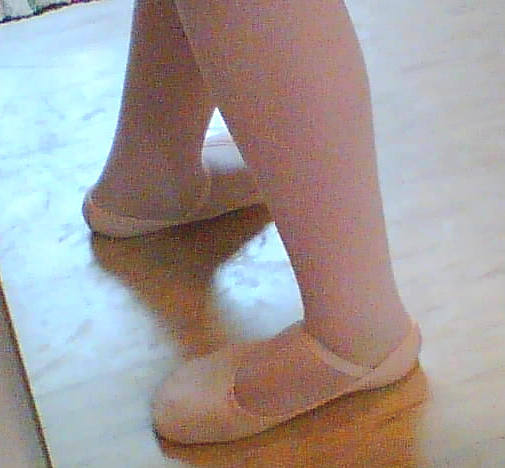
4番（左足前・右足前いずれの場合もある）
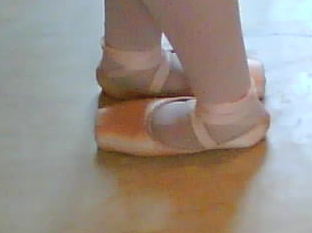
5番（左足前・右足前いずれの場合もある）